# گینگن ان در فیلس
گینگن ان در فیلس (به آلمانی: Gingen an der Fils) یک شهر در آلمان است که در Göppingen واقع شده‌است. گینگن ان در فیلس ۴٬۴۱۲ نفر جمعیت دارد.